# Jehan Alain

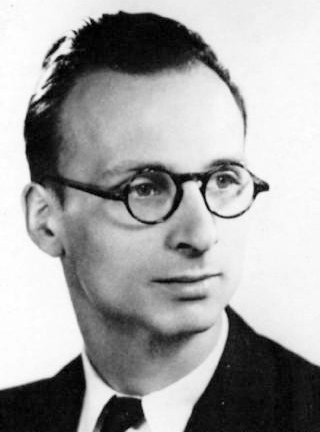
Jehan Alain

Jehan Alain, född 3 februari 1911 i Saint-Germain-en-Laye, Frankrike, död 20 juni 1940 i Petit-Puy, var en fransk kompositör och organist.
Jehan Alain föddes in i en musikalisk familj. Hans far, Albert Alain, var själv organist och kompositör. Alain kom till Paris och konservatoriet, där han blev elev till Marcel Dupré i orgel och till Paul Dukas i komposition. Han vann konservatoriets förstapriser i harmonilära, kontrapunkt och fuga samt i komposition. 1936 blev han organist i Maisons-Laffitte.
Han kallades in i kriget och dog 29 år gammal medan han försvarade Saumur.
Brodern Olivier Alain var organist, tonsättare och musikolog; systern Marie-Claire Alain var organist.

## Verklista

### Pianoverk
- Quarante variations
- Thème et cinq variations
- Etude sur un thème de quatre notes
- Ecce ancilla Domini
- Seigneur, donne-nous la paix éternelle (Choral)
- Etude de sonorité sur une double pédale
- Chanson triste
- Etude sur les doubles notes
- Lumière qui tombe d'un vasistas
- Petite rhapsodie
- Heureusement, la bonne fée sa marraine...
- Histoire sur un tapis, entre des murs blancs
- Mélodie-sandwich
- Nocturne, soir du 22 août 31,
- Pour le défrichage
- Togo
- En dévissant mes chaussettes
- 26 septembre 1931
- Dans le rêve laissé par la Ballade des pendus de François Villon
- Choral et variations (Mythologies japonaises)
- Le rosier de Mme Husson
- Une scie
- Il pleuvra toute la journée
- Sur le mode ré, mi, fa...
- Amen
- Un très vieux motif
- Théorie
- Le gai liseron
- Sonata
- Mephisto
- La peste
- Comme quoi les projets les plus belliqueux...
- Le bon Roi Dagobert
- Histoire d'un homme qui jouait de la trompette dans la forêt vierge
- Nocturne
- Suite monodique : Animato
- Andante
- Quand Marion...
- Nous n'irons plus au bois...
- Berceuse
- Prélude
- Prélude et fugue
- Suite monodique : Adagio, molto rubato
- Tarass Boulba
- Final pour une sonatine facile
- Suite facile : Barcarolle
- Le petit Jésus s'en va-t-à l'école
- Idée pour improviser sur le Christe eleison
- Idée pour improviser sur le deuxième Amen
- Suite monodique : Vivace
- Lettre à son amie Lola pour la consoler d'avoir attrapé la grippe
- Adagio

### Två pianon
- Des nuages gris
- Canons à sept
- Post-scriptum
- Litanies
- Trois danses : Joies, Deuils, Luttes

### Piano eller harmonium
- Canon

### Piano eller orgel
- Verset-Choral
- Ballade en mode phrygien
- Fugue en mode de fa
- Trois minutes : Un cercle d'argent
- Trois minutes : Romance
- Trois minutes : Grave
- Chant donné
- De Jules Lemaître
- Fantasmagorie
- Premier Prélude profane (Wieder an)
- Deuxième Prélude profane (Und jetzt)
- Monodie

### Orgelverk
- Berceuse sur deux notes qui cornent
- Lamento
- Variations sur Lucis Creator
- Postlude pour l'Office de Complies
- Petite pièce
- Complainte à la mode ancienne
- Fugue
- Fugue
- Intermezzo
- Choral dorien
- Choral phrygien
- Suite pour orgue : Introduction et variations
- Suite pour orgue : Scherzo
- Le jardin suspendu
- Première Fantaisie
- Prélude
- Première danse à Agni Yavishta
- Deuxième danse à Agni Yavishta
- Climat
- Suite pour orgue : Choral
- Andante
- Noël nouvelet
- Deuxième Fantaisie
- Variations sur un thème de Clément Janequin
- Litanies
- Trois danses : Joies, Deuils, Luttes
- Danse funèbre pour honorer une mémoire héroïque
- Variations sur un chant donné de Rimsky-Korsakov
- Fugue sur un sujet de Henri Rabaud
- Choral cistercien pour une Élévation
- Aria
- L'année liturgique israëlite
- Pièces d'après François Campion

### Körverk och sånger
- Variations chorales sur Sacris solemniis
- Cantique en mode phrygien
- O quam suavis est
- Chanson à bouche fermée
- Fantaisie pour chœur à bouche fermée
- Laisse les nuages Blancs
- Foire
- O salutaris, dit de Dugay
- Chanson tirée du "chat-qui-s'en-va-tout-seul"
- Complainte de Jean Renaud
- Vocalise dorienne
- Ave Maria
- Faux-Bourdon pour le Laudate du VIème ton
- O salutaris, a cappella
- Noël nouvelet
- Que j'aime ce divin Enfant
- Que j'aime ce divin Enfant
- D'où vient qu'en cette nuitée...
- D'où vient qu'en cette nuitée...
- Le Père Noël passera-t-il ?
- Tantum ergo
- Tu es Petrus
- Messe grégorienne de mariage
- Messe de Requiem
- Variations sur un thème donné de Rimsky-Korsakov
- Chant nuptial
- Chant nuptial
- Fugue sur un sujet de Henri Rabaud
- Messe modale en septuor
- Prière pour nous autres charnels
- Tantum ergo
- Salve, virilis pectoris
- O salutaris

### Kammarmusik
- Adagio
- Adagio en quintette
- Intermezzo
- Andante con variazioni
- Scherzo
- Trois mouvements : Andante
- Trois mouvements : Allegro vivace
- Trois mouvements : Allegretto con grazia
- Intermède
- Trois mouvements
- Trois mouvements
- Prélude
- Largo assai, ma molto rubato
- Invention à trois voix
- Invention à trois voix
- Transcription du Récit de Nazard de Clérambault
- Vivace
- Sarabande
- Marche de Saint Nicolas
- Marche des Horaces et des Curiaces
- Fragment de la cantate de J. S. Bach Erschallet ihr lieder
- Allegro du Concerto en sol majeur (sic) de Händel
- Concerto en si bémol majeur de Händel
- Variations sur un thème donné de Rimsky-Korsakov
- Fugue sur un sujet de Henri Rabaud
- Monodie
- Aria

### Orkesterverk
- Trois danses : Joies, Deuils, Luttes
- Trois danses : Joies, Deuils, Luttes
- Prière pour nous autres charnels

### Övrigt
- Exposition
- Sujet